# Tonari no Kyūketsuki-san
Tonari no Kyūketsuki-san (となりの吸血鬼さん Hàng xóm tôi là ma cà rồng) là một bộ manga 4 ô tranh Nhật Bản được viết và minh họa bởi Amatou. Bộ truyện được xuất bản từ tháng 8 năm 2014 trên tạp chí manga Comic Cune, của Media Factory. Tính đến nay đã có tổng cộng 7 tập tankōbon được phát hành. Phiên bản anime chuyển thể do xưởng phim AXsiZ và Studio Gokumi sản xuất lên sóng từ tháng 12 năm 2018.

## Nhân vật
- Twilight Sophie (ソフィー・トワイライト?)
- Amano Akari (天野 灯?)
- Natsuki Hinata (夏木 ひなた?)
- Ellie (エリー?)
- Kurai Sakuya (倉井 朔夜?)
- Aoki Yū (青木 夕?)

## Các chuyển thể

##### Manga
Tonari no Kyūketsuki-san là một bộ manga 4 ô tranh Nhật Bản được viết và minh họa bởi Amatou. Bộ truyện được xuất bản trong số tháng 10 năm 2014 của tạp chí Comic Cune. Ban đầu, Comic Cune là một "tạp chí trong tạp chí" tức nó là một phần trong Monthly Comic Alive trước khi được tách ra làm một tạp chí riêng vào ngày 27 tháng 8 năm 2015. Tập truyện tankōbon đầu tiên được phát hành vào ngày 26 tháng 9 năm 2015. Tính đến ngày 29 tháng 4 năm 2021 đã có tổng cộng 7 tập được phát hành.

##### Anime
Phiên bản anime truyền hình chuyển thể được đồng sản xuất bởi xưởng phim AXsiZ và Studio Gokumi và được phát sóng tại Nhật Bản từ ngày 5 tháng 10 năm 2018 đến ngày 21 tháng 12 năm 2018 và được phát sóng trên kênh nội dung anime chuyên biệt AT-X và một số kênh truyền hình khác. Bộ phim được phát sóng trực tuyến bởi Crunchyroll. Tại Indonesia, bộ phim được phát sóng trực tuyến bởi Ponimu. Bộ anime được đạo diễn bởi Akitaya Noriyaki với Takahashi Tatsuya phụ trách kịch bản, Takahiro Sakai thiết kế các nhân vật và Yoshiaki Fujisawa sáng tác nhạc. Ca khúc chủ đề là "†Kyūtie Ladies†" (†吸tie Ladies†) và ca khúc kết thúc là "Happy!! Strange Friends" (HAPPY!!ストレンジフレンズ Happy! Sutorenji Furenzu) được trình diễn bởi Tomita Miyu, Sasahara Yū, Lynn và Waki Azumi. Bộ anime có tổng cộng 12 tập.